# Stadion Szachtior w Ekibastuzie
Stadion Szachtior – stadion piłkarski w Jekybastuzie, w Kazachstanie. Został otwarty w 1970 roku. Swoje mecze rozgrywa na nim drużyna FK Ekibastuz. Obiekt może pomieścić 6300 widzów.